# Todd-70
Todd-70 war ein 1960 eingeführtes Filmaufnahmeverfahren für 70-mm-Breitwandfilme.

## Hintergrund
Todd-70 war eine Variante von Todd-AO. Michael Todd verkaufte seine Rechte an Todd-AO, um
In 80 Tagen um die Welt realisieren zu können. Daher sollte sein nächstes Filmprojekt mit handelsüblichen Mitchell-Kameras und billigeren Linsen als jenen von American Optical Company gedreht werden. Neben 70-mm-Vorführkopien sollten aus dem 65-mm-Filmnegativ auch 35-mm-Filmkopien erstellt werden. Die technischen Eigenschaften waren identisch mit Todd-AO. Michel Todd stürzte jedoch noch während der Planung mit dem Flugzeug ab.
Sein Sohn, Michael Todd Jr., griff für Scent of Mystery auf diese Idee zurück. Gleichzeitig wurde der Film mit Smell-O-Vision beworben, da während der Vorführung Gerüche und Düfte eingesetzt wurden. Die Bildqualität konnte jedoch mit Todd-AO nicht mithalten. Es blieb der einzige Film in diesem Format. Wiederaufführungen gab es durch Cinemiracle und Cinerama, aber ohne Einsatz von Smell-O-Vision.

## Filme in Todd-70
- 1960: Scent of Mystery